# Station Halesworth
Halesworth is een spoorwegstation van National Rail in Halesworth, Waveney in Engeland. Het station is eigendom van Network Rail en wordt beheerd door Greater Anglia.